# Ronald Allen Harris
Ronald Allen Harris (n. 8 februarie 1947, Detroit, Michigan, SUA – d. 31 decembrie 1980, Detroit, Michigan, SUA) a fost un boxer ce a reprezentat Statele Unite ale Americii, medaliat olimpic. A participat la o ediție a Jocurilor Olimpice (1964) în care a câștigat o medalie de bronz.

## Participări
Lista de mai jos prezintă principalele competiții la care a participat Ronald Allen Harris de-a lungul carierei.
- boxing at the 1964 Summer Olympics – lightweight[*]